# Rumba

Základní kroky rumby

Rumba je tradiční kubánský romantický tanec na čtyři doby, který je blízký tanci cha-cha. Partner s partnerkou jsou mezi sebou v neustálém napětí. Existují dvě varianty rumby - tzv. Americká rumba, tedy Rumba Square a tzv. Mambo Bolero.
První varianta, tedy americká čtvercová rumba je jednodušší a většinou se učí v základních tanečních kurzech. V základním pohybu se tančí po čtvercové dráze, jeden čtverec na dva takty, v rytmizaci volně rychle rychle, volně rychle rychle (tj. slow quick quick, slow quick quick). Tempo je 27-33 taktů za minutu ve čtyřčtvrťovém taktu.
Mambo Bolero, nebo rumba kubánská je druhou variantou rumby, učí se v pokračovacích a vyšších úrovních kurzů a tančí se podobně jako cha-cha, pouze cha-cha přeměna se nahradí jedním krokem a následující krok se vynechá - během jednoho taktu tedy pár učiní pouze tři kroky na doby 2,3,4, na první dobu pouze dokončuje krok z doby čtvrté. Většinu figur z rumby převzala i cha-cha. Tempo Mamba bolera je obvykle 24-26 taktů za minutu ve čtyřčtvrťovém taktu.
Rumba je tanec poměrně pomalý, ale náročný na rytmus. Důraz se klade na první, čtvrtou a sedmou dobu. Pomalý rytmus kontrastuje
se střídáním rychlého a pomalého pohybu až klidu. Jedná se o tanec, ve kterém pár představuje milostnou hru, příběh namlouvání a vášeň vztahu muže a ženy. Pro Rumbu je typický pohyb kyčlí, předvádění linie nohou a pohyby paží podporují smyslnost. Rumba vyžaduje hluboký vnitřní prožitek a cit pro spolupráci.

## Historie
V dostupných pramenech existuje více verzí vzniku tohoto tance. Původ Rumby lze nalézt na Kubě. Podle některých šlo o tanec tančený při lidových slavnostech plodnosti a sklizně cukrové třtiny a Rumba získala své jméno podle těchto slavnosti. Rumba je ve španělštině výraz pro hýření, směr či neuspořádanou hromadu .  Současná Rumba byla dále formována vlivy z Jižní a Střední Ameriky, Španělska, Portugalska, Francie, Afriky, Anglie i USA.
Do Evropy se Rumba dostala v roce 1923, podle některých pramenů až 1930. Skutečného rozšíření ale dosáhla Rumba až po druhé světové válce. Do roku 1960 se tancovala hlavně Americká čtvercová rumba. Později se více tančí kubánská rumba ve které se první krok tancuje na druhou dobu.
Rumba je nyní zařazena mezi soutěžní latinskoamerické tance.

## Figury
Figury podle ČSTS:
1. Základní pohyb – Basic Movement

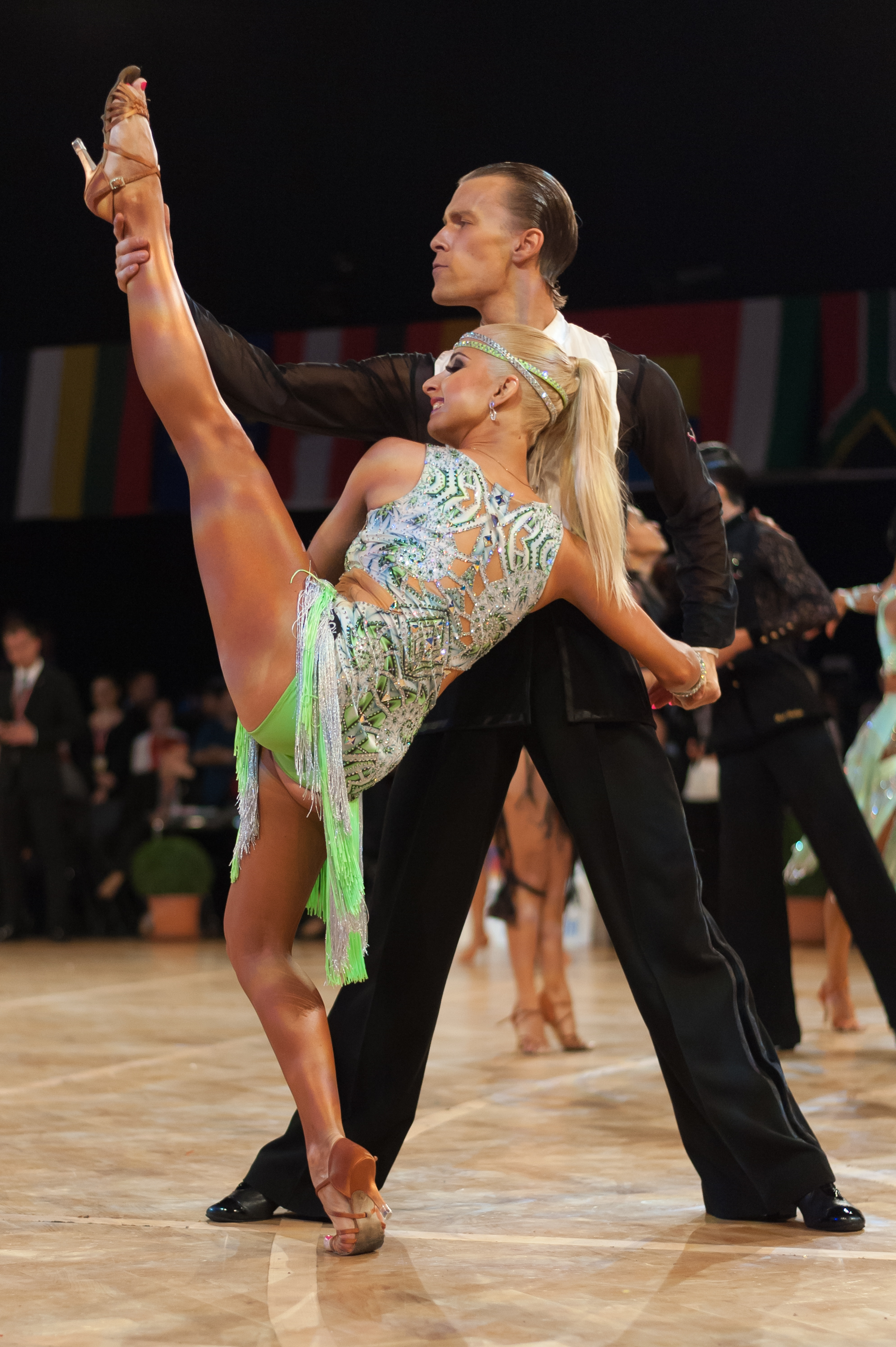
Rumba

2. Alternativní základní pohyb – Alternative Basic Movement
3. Vějíř – Fan
4. Alemana – Alemana
5. Postupová chůze vpřed a vzad – Progressive Walks Forward and Backward
6. Káča vpravo – Natural Top
7. Otevření ven vpravo – Natural Opening Out Movement
8. New York – New York
9. Kroky stranou – Side Steps
10. Kukarači – Cucarachas
11. Hokejka – Hockey Stick
12. Ruka k ruce – Hand to Hand
13. Otáčky na místě – Spot Turns
14. Podtáčky pod rukou – Under Arms Turns
15. Zavřený švih kyčle – Closed Hip Twist
16. Káča vlevo – Reverse Top
17. Otevření ven z káči vlevo – Opening Out from Reverse Top
18. Aida – Aida
19. Spirála – Spiral
20. Otevřený švih kyčle – Open Hip Twist
21. Pokročilý švih kyčle – Advanced Hip Twist
22. Pokračující švih kyčle – Continuous Hip Twist
23. Pokračující kruhový švih kyčle – Continuous Circular Hip Twist
24. Postupová chůze ve stínovém postavení – Kiki Walks
25. Posuvné dveře – Sliding Doors
26. Laso – Rope Spinning
27. Tři trojky – Three Threes
28. Tři Alemany – Three Alemanas
29. Kadeř – Curl
30. Kubánské kolébky – Cuban Rocks
31. Šerm – Fencing
32. Otevření ven vpravo a vlevo – Opening Out to Right and Left
33. Rameno k rameni – Shoulder to Shoulder
34. Spádná – Fallaway